# زندگی را خوش باش
زندگی را خوش باش (به انگلیسی: Swing Life Away) دومین تک‌آهنگ آلبوم ترانه اعلام خطر فرهنگ متضاد توسط گروه پانک راک رایز اگنست بیرون داده شد. این ترانه از جمله آثاری است که رایز اگنست در تمامی اجراهای خود می نوازند.

## موزیک ویدئو
ویدئوی این ترانه در شیکاگو فیلم برداری و در ژانویه 2005 منتشر شده است.